# Kabinettspostamt
Das Kabinettspostamt in Berlin wurde 1860 unter dem Namen „Expedition für die Postsachen des Königlichen Hauses“ eingerichtet. Es bearbeitete die Postsachen des Hofes und einer Anzahl hoher Behörden. Aufgehoben wurde das Kabinettspostamt am 1. Juli 1919.
Untergebracht war es im Postgrundstück in der Königstraße. Es war unmittelbar der Oberpostdirektion Berlin unterstellt und rechnerisch dem Hofpostamt zugeteilt. Leiter war zuletzt ein Oberpostsekretär als „Vertreter des Oberpostdirektors“.

## Namensänderungen
Ohne eine besondere Verfügung wurde bereits 1864 der Name von „Expedition für die Postsachen des Königlichen Hauses“ in „Cabinets-Expedition“ geändert und 1876 in „Kabinetts-Postamt“.

## Aufgaben
Dem Kabinettspostamt oblag die Bearbeitung der Postsachen des Hofes und einer Anzahl hoher Behörden wie beispielsweise des Staatsministeriums, Kriegsministerium (für die Allerhöchsten Kabinettsorders), des Auswärtigen Amtes, Reichsamt des Innern, Reichsschatzamt usw.
Bearbeitung nach Sondervorschriften:
Auslandssendungen des Auswärtigen Amtes und Postsendungen für den Kaiser und sein Gefolge wurden durch Kabinettsbriefträger befördert, die auch als Postkuriere zwischen Berlin und dem jeweiligen Hoflager reisten. Die Postkuriere beförderten ferner die Auslandssendungen des Auswärtigen Amtes bis zur Grenze.

## Auflösung
Nach Ende des Ersten Weltkrieges wurde es am 1. Juli 1919 aufgehoben, da sich der Geschäftsumfang erheblich verkleinert hatte. Die Arbeiten des Kabinettspostamtes sind auf das Briefpostamt in Berlin C2 (Königstraße 61/62a, Heiligegeiststraße 24/33) und das Hauptpostamt W8 in der Französische Straße 9–12 in Berlin übergegangen.